# 47 Андромеды
47 Андромеды (лат. 47 Andromedae, HD 8374) — двойная звезда в созвездии Андромеды на расстоянии приблизительно 204 световых лет (около 63 парсеков) от Солнца. Видимая звёздная величина звезды — +5,587m. Возраст звезды определён как около 710 млн лет. Орбитальный период — около 35,368 суток.

## Характеристики
Первый компонент — белая Am-звезда спектрального класса A1m или kA1hF1mF2. Видимая звёздная величина звезды — +6,33m. Масса — около 1,65 солнечной, радиус — около 1,9 солнечного, светимость — около 9 солнечных. Эффективная температура — около 7370 K.
Второй компонент — белая Am-звезда спектрального класса Am. Видимая звёздная величина звезды — +6,38m. Радиус — около 1,8 солнечного, светимость — около 8,6 солнечных.